# I Am (álbum de Earth, Wind & Fire)
I Am es el noveno álbum de estudio de la banda de R&B, Earth, Wind & Fire lanzado en junio de 1979 bajo el sello de Columbia Records. El LP alcanzó el número 1 en la lista Billboard Top Soul Albums y el número 3 en la lista Billboard 200 . I Am ha sido certificado Doble Platino en los EE. UU. Por la RIAA , Platino en el Reino Unido por el BPI y Platino en Canadá por Music Canada.

## Lista de canciones
1. "In The Stone"
2. "Can't Let Go"
3. "After the Love Has Gone"
4. "Let Your Feelings Show"
5. "Boogie Wonderland" (feat. The Emotions)
6. "Star"
7. "Wait"
8. "Rock That!"
9. "You and I"

- Datos: Q1750432